# Anigraea muttia
Anigraea muttia là một loài bướm đêm trong họ Noctuidae.